# Битва за Тяньцзинь
Би́тва за Тяньцзи́нь — сражение за город Тяньцзинь, произошедшее с 24 июня по 13 июля 1900 года во время восстания ихэтуаней в Китае.

## Предыстория
В начале июня 1900 года (по старому стилю) началась осада европейских концессий в Тяньцзине ихэтуанями. Страны, составившие Альянс восьми держав, захватили прикрывавшие Тяньцзинь с моря крепости Дагу, и 10 июня деблокировали иностранный сеттльмент Тяньцзиня. К 11 июня в Тяньцзине сосредоточилось около 3 тысяч русских войск и около 2,5 тысяч человек войск других держав Альянса. После военного совета, состоявшегося 11 июня у А.М.Стесселя, союзники приступили к активным действиям.
В ночь на 12 июня на помощь адмиралу Сеймуру, блокированному со своим отрядом на станции Сигу, был отправлен международный отряд под командованием подполковника Ширинского. 13 июня отряд Сеймура благополучно вернулся в Тяньцзинь.

## Бои за Восточный арсенал
После деблокирования отряда Сеймура следующей запланированной операцией был захват Восточного арсенала. Этот арсенал, имевший гарнизон в пару тысяч человек при нескольких орудиях, и находившийся всего в паре километров от русских позиций, являлся удобной позицией для возможного наступления китайских войск.
В ночь на 14 июня китайцы атаковали железнодорожный вокзал. Однако в китайском лагере не было единства: Не Шичэн старался сохранить свои войска, и посылал в бой ихэтуаней, вооружённых в основном лишь холодным оружием. Русские войска удержали занимаемые позиции, а утром началась запланированная атака на Восточный арсенал.
Наступление вели три колонны: две — русских, и одна — иностранная. Китайцы вели сильный встречный огонь, но удачная стрельба русских артиллеристов (за одно удачное попадание наводчик орудия П.Денчук на поле боя был произведён Стесселем в младшие фейерверкеры) решила исход боя. Восточный арсенал был захвачен, впоследствии многие офицеры и нижние чины за этот бой были удостоены наград.

## Обмен ударами
После боёв 14 июня наступило некоторое затишье. Морской десант, участвовавший в походе Сеймура, вернулся на корабли; русские войска были усилены вновь прибывшими стрелковыми частями. У китайцев на усиление сильно пострадавших войск Не Шичэна пришла армия Ма Юйкуня. Объединённые силы союзников в районе боёв постепенно достигли 15 тысяч человек (в том числе 6,5 тысяч русских войск); у китайцев было около 4 тысяч регулярных войск, и порядка 15 тысяч ихэтуаней, не представлявших какой-либо единой военной структуры.
20 июня вновь развернулись бои за вокзал. 23 июня ихэтуани предприняли отчаянную атаку на французскую концессию, они заставили отступить французский отряд, и лишь стойкость нескольких русских моряков и японских солдат не позволили противнику захватить артиллерию. 26 июня силами иностранных отрядов был захвачен и уничтожен Западный арсенал. В этот день в бою погиб Не Шичэн (остатки его армии через 2 дня были переданы Ма Юйкуню). 27 июня в Тяньцзинь вступили войска Сун Цина, а в ночь на 28 июня опять развернулись бои за вокзал.
В конце июня русское командование подготовило план захвата всего Тяньцзиня. Стессель планировал атаку в ночь на 28 июня, но китайцы нанесли удар первыми, и союзникам пришлось перейти к обороне; кроме того, представители прочих держав не захотели поддержать планы русского командования.

## Захват Тяньцзиня союзными войсками

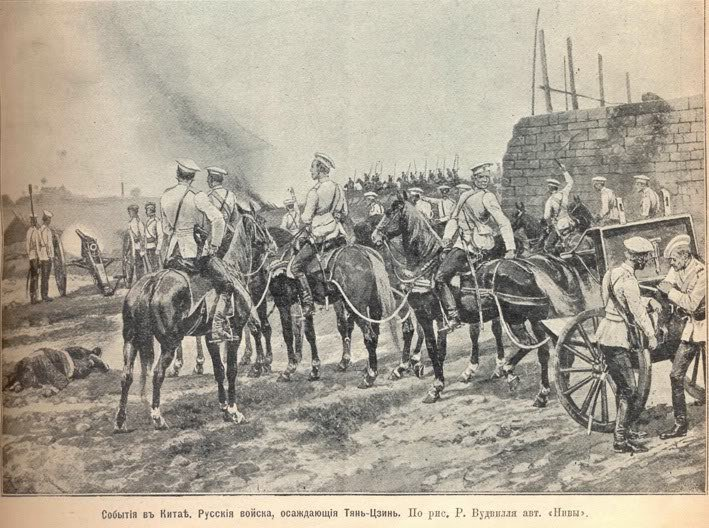
Русские войска в битве за Тяньцзинь

Операция по разгрому китайских войск в Тяньцзине началась в ночь на 30 июня. Русские войска под командованием А. М. Стесселя вместе с немецким отрядом наступали с востока (от Восточного арсенала); союзники (англичане, американцы и австрийцы) под командованием генерала Дорварда вместе с японским и французским отрядами наступали с юга (от Западного арсенала).
Русские войска вели тяжёлые бои в течение всего дня (в ходе боёв был ранен сам А. М. Стессель), к вечеру китайцы начали отступление. Наступление союзников было неудачным: городские ворота взять не удалось, сильный огонь китайцев до вечера не позволял даже вынести раненых с поля боя. Союзники смогли ворваться в город лишь после того, как в 3 часа ночи японские сапёры взорвали городские ворота. В разгар боя вспыхнул конфликт между войсками Сун Цина и ихэтуанями, дело дошло до вооружённых столкновений между ними. Большая часть населения бежала, в городе не осталось ни одного неразрушенного здания. Союзники не взяли в Тяньцзине ни раненых, ни пленных (существует версия, что иностранцы добивали всех китайцев на месте, но никаких конкретных фактов, подтверждающих её, не существует).
После боёв за Тяньцзинь армия Сун Цина организованно отступила в Янцунь, а Ма Юйкунь отошёл в Бэйцан.

## Итоги
В результате боёв под Тяньцзинем были разбиты и деморализованы основные силы китайской армии на севере страны. Иностранные войска захватили главную военную базу северного Китая и обеспечили себе возможность всесторонне и тщательно подготовиться к наступлению на Пекин. Оккупированный Тяньцзинь на два года перешёл под управление иностранных держав.